# Скатуве
Скатуве (латис. skatuve — сцена) — латвійський державний театр (1932—1937) в Москві. Спочатку театр-студія (1919—1932).

## Історія театру
У 1919 році В Москві у приміщенні латиського просвітницького товариства «Прометей» був заснований театр-студія «Скатуве». Засновником театру був один з учнів Є. Б. Вахтангова актор і режисер Освальд Федорович Глазунов (відомим також як Освалд Глазнек (Глазниек) латис. Osvalds Glāznieks (Glazunovs) (1891—1947))
З 1921 року по неділях регулярно надавались відкриті спектаклі, в яких брали участь закінчили студії і учні старших груп. У 1924 році відбувся перший випуск студії. У 1930 році театр-студія «Скатуве» виступала на 1-й Всесоюзній олімпіаді національних театрів з виставами «Пан» Лерберга і «Розлом» Б. Лавреньова.
У 1932 році театр-студія був реорганізований в латвійський державний театр «Скатуве». У цьому ж році у зв'язку з популярністю театру і його статусом «державного» в трупу увійшла зірка німого кіно Марія Лейко, яка працювала до цього в Німеччині. Провідними артистами також були Я. Балтаус, Р. Банцан, Е. Мишке та ін
Найбільшим успіхом у публіки і критики користувалися вистави: «Розлом» (1927); «Вій, вітерець!» Райніса (1932), «Після балу» Погодіна (1934), «Авантюра» Апіна і Йокума (1935), «Вовки» Ейдемана (1935).
Театр перебував за адресою: Москва, Страсний бульвар, будинок 8 у приміщенні колишнього кінотеатру «Фурор». Нині у цьому приміщенні — Бібліотека № 5 ім. А. П. Чехова. 55°45′56″ пн. ш. 37°36′35″ сх. д. / 55.76556° пн. ш. 37.60972° сх. д.

## Закриття театру і розстріл трупи
Останній спектакль був показаний в театрі 8 листопада 1937 року. На сцену вийшли одні жінки, бо всі чоловіки з трупи театру були заарештовані НКВС. Через кілька днів жінок теж заарештували.
27 грудня 1937 року керівництво Москви на підставі «недоцільністі» існування латиського театру в Москві розпорядився його закрити. До того часу на волі не залишилося жодного працівника театру, вони обвинувачували в участі в «латиської націоналістичної фашистської організації».
3 лютого 1938 року артисти та працівники театру були розстріляні на Бутовському полігоні НКВС під Москвою в числі 229 латишів, розстріляних тільки в той день.
Засновник і режисер театру Освальд Глазунов уникнув арешту, оскільки він був у складі трупи Театру ім. Вахтангова. Але пізніше, в 1947 році загинув при нещасному випадку в таборі, засуджений «за співпрацю з німцями».

## Увічнення пам'яті артистів театру
Розстріляні артисти, в тому числі зірка німого кіно Марія Лейко, спочивають на Бутовському полігоні в непомічених групових похованнях. Уряд Москви відмовив Московському латиському культурному товариству та історичній асоціації «Латиші в Росії» в установці на їх кошти меморіальної дошки на будинку, де розміщувався театр (Страсний бульвар, 8).

## Список працівників театру[7]
- Банцан Роберт Фрицевич (розстріляний 03.02.1938 р.) — директор латиського театру;
- Ванадзин Адольф Якович (розстріляний 03.02.1938 р.) — режисер та актор театру;
- Крумін Карл Янович (розстріляний 03.02.1938 р.) — режисер театру;
- Балодис Ірма Іванівна (розстріляна 03.02.1938 р.) — актриса;
- Зудраг Зельма Павлівна (розстріляна 03.02.1938 р.) — актриса;
- Берзінь Лідія Семенівна (розстріляна 03.02.1938 р.) — актриса;
- Калнина Березня Янівна (розстріляна 03.02.1938 р.) — актриса;
- Боксберг Зельма Вільгельмівна (розстріляний 03.02.1938 р.) — актриса;
- Лейко Марія Карлівна (розстріляна 03.02.1938 р.) — актриса;
- Принц Матильда Андріївна (07.04.1938 р.) — за зв'язок з акторами;
- Балтаус Ян Янович (розстріляний 03.02.1938 р.) — актор;
- Балтаус Карл Янович (розстріляний 03.02.1938 р.) — актор;
- Круминь Серпень Давидович (розстріляний 03.02.1938 р.) — актор;
- Балтгалов Володимир Матвійович (розстріляний 28.02.1938 р.) — актор;
- Оші Андрій Якович (розстріляний 03.02.1938 р.) — актор;
- Банцан Рудольф Фрицевич (розстріляний 03.02.1938 р.) — актор;
- Рейнголдс Прейманис
- Звагул Альберт Якович (розстріляний 05.02.1938 р.) — актор;
- Фельдман Ерік Фрідріхович (розстріляний 26.02.1938 р.) — актор;
- Зеберг Оскар Оскарович (розстріляний 03.02.1938 р.) — актор;
- Форстман Віліс Христофорович (розстріляний 03.02.1938 р.) — актор;
- Цируль Роберт Петрович (розстріляний 03.02.1938 р.) — актор;
- Зубов Микола Олексійович (розстріляний 28.02.1938 р.) — хореограф;
- Вейдеман Карл Янович (розстріляний 26.02.1938 р.)
- Рудзит Артур Юрійович (розстріляний 07.04.1938 р.)
- Лессин Ельфріда Августівна (розстріляна 03.02.1938 р.)
- Ульман Фріц Ансович (розстріляний 03.02.1938 р.)
- Бредерман Роберт Янович (розстріляний 17.05.1938 р.)
- Глазунов Освальд Федорович (загинув у таборі 16.03.1947 р.)
- Амтман Теодор Фрицевич (розстріляний 03.02.1938 р.)
- Андерсон Єлизавета Федорівна (розстріляна 03.02.1938 р.)
- Биройс-Шміт Едуард (розстріляний 04.11.1937 р.)